# Franz Kline
Franz Jozef Kline (Wilkes-Barre, 23 maggio 1910 – New York, 13 maggio 1962) è stato un pittore statunitense, tra i maggiori esponenti dell'Informale.

## Biografia
Frequenta l'accademia per orfani Girard College, la Boston University e dal 1935 al 1938 la Heatherly's Art School di Londra. Dal 1956 al 1962 passa il tempo a dipingere a Provincetown, nel Massachusetts, e morirà a New York in seguito a una cardiopatia reumatica. Era sposato con Elizabeth Vincent Parsons, una danzatrice classica inglese.

## Periodo astratto
Come Jackson Pollock e altri informali, è stato etichettato come action painter, per via del suo stile apparentemente spontaneo e intenso, che non si rifaceva a figure o immagini precise e definite, ed eseguito con brutali colpi di pennello su grandi tele. Molti dei suoi lavori erano, tuttavia, il risultato di una "spontaneità studiata", in quanto usava preparare molte bozze di quello che sarebbe stato poi il lavoro "spontaneo" su tela. I suoi dipinti erano apparentemente il risultato di gesti fisici scaricati sulla tela con impatto drammatico, ma nascondevano un concetto sottile sviluppato nei precedenti disegni preparatori. I suoi lavori più noti sono quelli in bianco e nero, e in questi vi è una notevole somiglianza con la calligrafia cinese, anche se l'artista ha sempre negato ogni derivazione da essa. Intorno al 1955, Kline tornò ad utilizzare il colore, e in maniera più consistente nel 1959.
Lo stile più noto e riconoscibile di Kline deriva da un suggerimento datogli dall'amico Willem de Kooning nel 1948, ovvero prendere uno dei suoi usuali schizzi di prova e proiettarlo su una parete mediante un proiettore ottico che aveva nel suo studio. Kline ne descrisse il risultato come:
Kline creerà per il resto della sua vita dipinti nello stile di ciò che vide quel giorno. La sua prima esibizione di lavori con questo suo nuovo stile verrà esposta nel 1950 alla Charles Egan Gallery di New York.

## Premi e riconoscimenti
- 1944: Premio "S. J. Wallace Truman" del National Academy of Design, New York;
- 1957: Premio dell'Art Institute di Chicago;
- 1960: Premio dell'Amerikanische Erziehungsministeriums.

## Esposizioni (selezione)
- 1942−1938: National Academy of Design, New York;
- 1950: Charles Egan Gallery, New York;
- 1951: 9th Street Art Exhibition;
- 1956: Twelve Americans, Museum of Modern Art, New York;
- 1958: Galleria La Tartaruga, Roma;
- 1958: Galleria del Naviglio, Milano;
- 1960: XXX Esposizione internazionale d'arte, Venezia;